# Hospital Monte Naranco
El Hospital Monte Naranco (HMN) es un hospital público situado en Oviedo, Asturias, España. Presta servicios médico-quirúrgicos y pertenece al Servicio de Salud del Principado de Asturias (SESPA). Está situado en la falda suroeste del Monte Naranco, entre los barrios de La Florida (Oviedo) y Vallobín, al lado del Parque de Purificación Tomás.
Junto con el Hospital Universitario Central de Asturias (HUCA), ofrece cobertura hospitalaria al área sanitaria IV del SESPA. El Servicio de Geriatría del área IV está constituido en Área de Gestión Clínica, siendo centro de referencia para la atención especializada en Geriatría en Asturias. Dispone de planta de hospitalización de Agudos, Ortogeriatría,Ictus, y Cuidados Paliativos Oncológicos.Asimismo existe atención especializada en Geriatría ubicada presencialmente en el servicio de urgencias del HUCA, dependiente del Área de Gestión Clínica de Geriatría.

## Historia

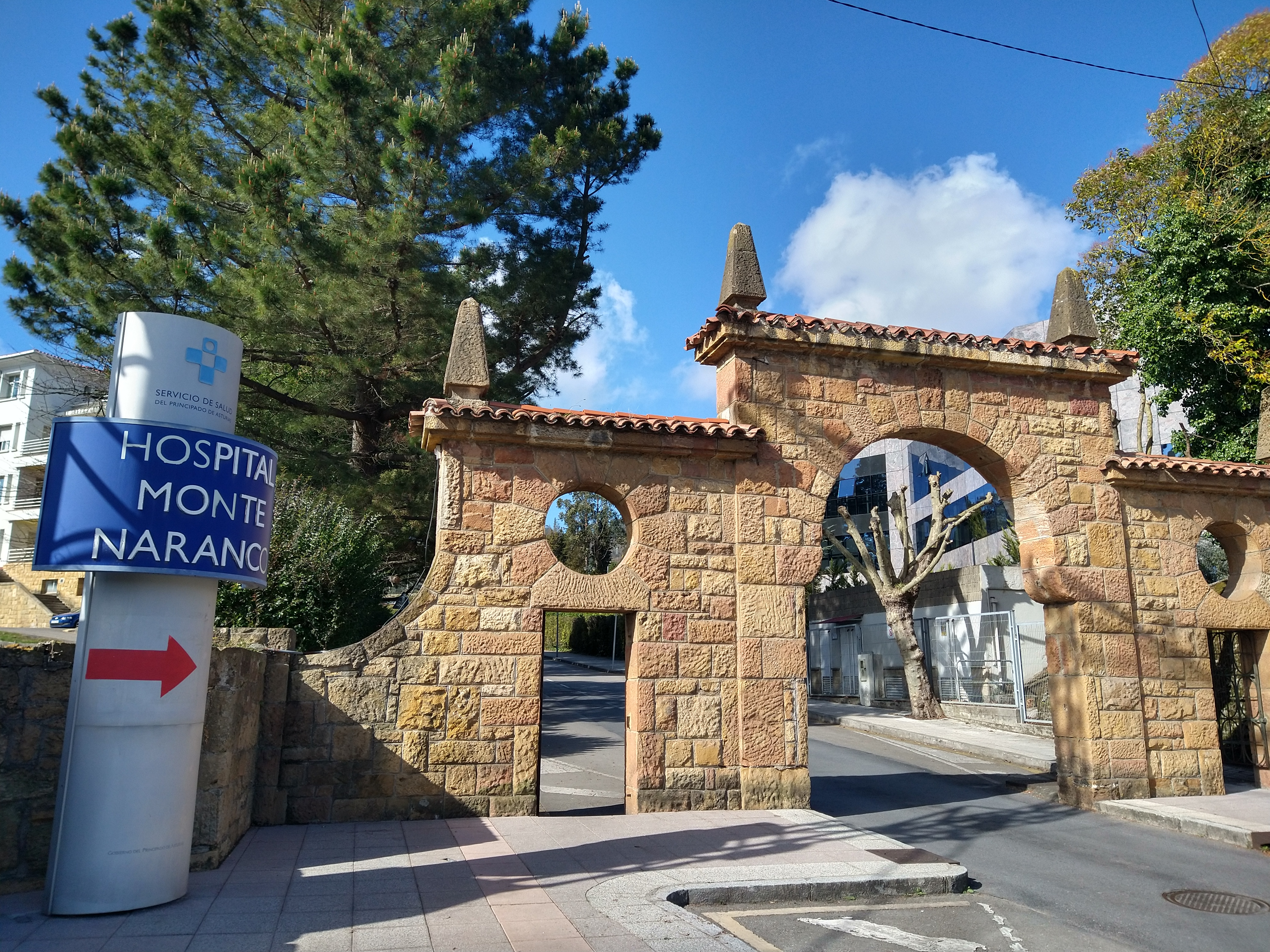
Arco de entrada

### Fundación y orígenes
El Hospital Monte Naranco fue inaugurado el 21 de octubre de 1947 como un sanatorio para pacientes con tuberculosis y otras patologías respiratorias, perteneciente entonces al Patronato Nacional Antituberculoso y construido por Regiones Devastadas, como respuesta a la epidemia de tuberculosis surgida durante la postguerra española. Su coste de construcción fue de trece millones de las antiguas pesetas. En una situación elevada y rodeado de pinares y praderas en un entorno natural, el hospital se construyó con amplias terrazas con orientación hacia el sur, pensando que así se favorecía la curación de los pacientes con tuberculosis, siendo esta una tendencia habitual en la arquitectura de los hospitales de la época. El sanatorio llegó a albergar alrededor de 250 pacientes, la mayoría con tuberculosis, en ocasiones familias enteras al tratarse de una enfermedad muy contagiosa y habitual durante esos años, y en muchos casos con estancias hospitalarias de varios meses. Hasta su modernización en la década de los 80, el sanatorio fue dirigido por una orden religiosa siendo las monjas enfermeras las encargadas de atender a los pacientes; la comunidad religiosa vivía en el mismo sanatorio. El antiguo sanatorio contaba con un quirófano que se empleaba para realizar intervenciones de tórax a los pacientes con tuberculosis.

### Modernización
En el año 1985, con el desarrollo de las Comunidades Autónomas en España, el hospital pasa a depender del Principado de Asturias, se incorpora a la sanidad pública, y se convierte en el primer centro del Servicio de Salud del Principado de Asturias (SESPA). Comienza un período de reformas y el antiguo sanatorio evoluciona convirtiéndose en un hospital médico-quirúrgico, asociado a la Universidad de Oviedo, siendo referente en procesos de calidad y seguridad del paciente y centrándose en especialidades como Geriatría, Cuidados Paliativos y Cirugía Ortopédica y Traumatología. En el año 2000 se convirtió en el primer hospital de España en obtener el certificado de calidad ISO en cuidados de enfermería, obteniendo posteriormente el certificado de calidad ISO 9001 en sistemas de gestión de calidad para todas áreas del centro. En el año 2007 recibió el Premio a las Prácticas Seguras del Ministerio de Sanidad. También en el año 2007 fue el primer hospital del SESPA en implementar la historia clínica electrónica con el sistema informático Selene, implantado posteriormente en el resto de áreas sanitarias de la región. Posteriormente se cambiará al sistema de historia clínica Millenium en su proceso de integración con el HUCA.

### Actualidad

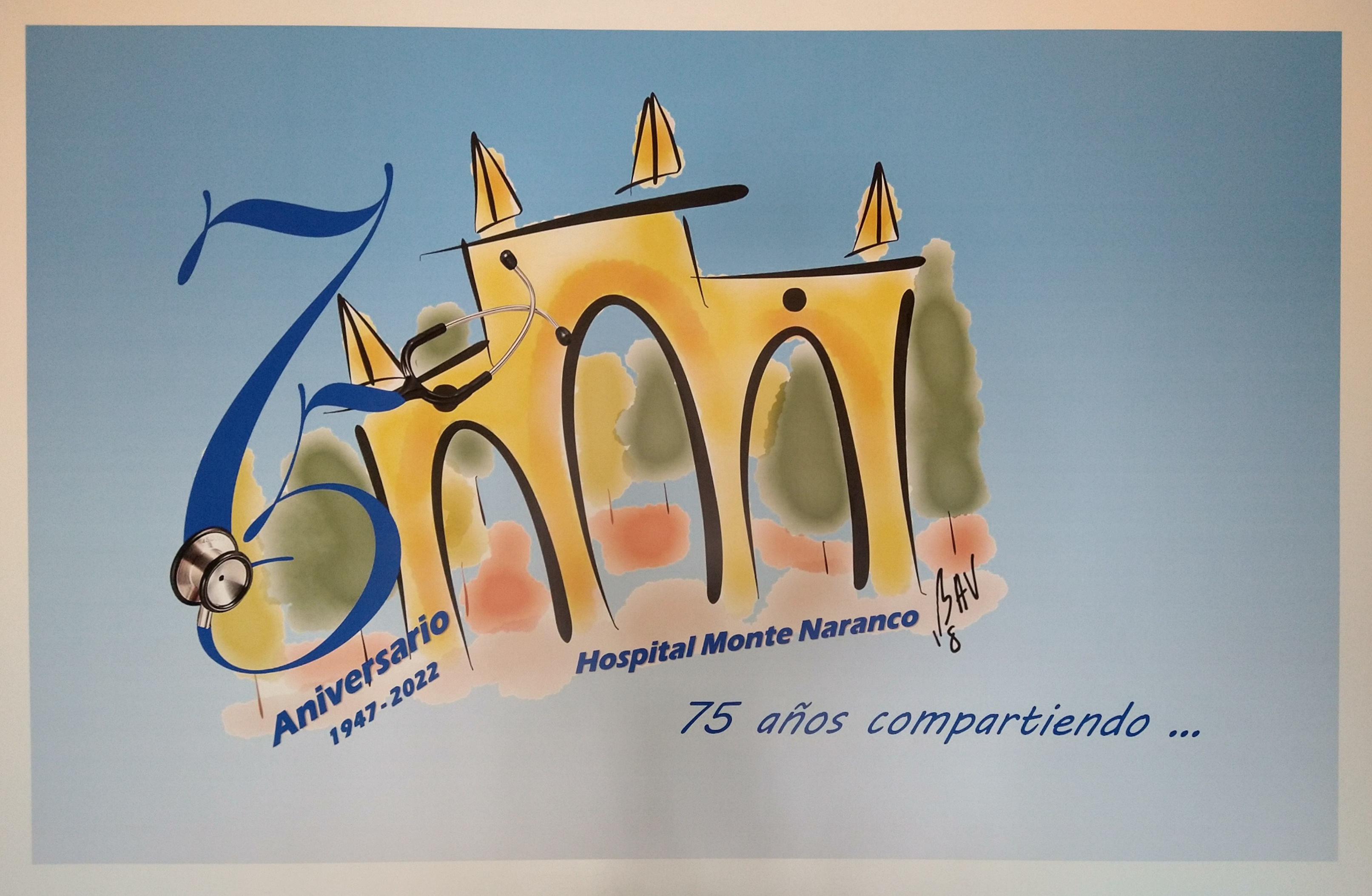
75 aniversario HMN

Catalogado como edificio protegido, la fachada es el único elemento arquitectónico que se conserva de su estructura original. Se trata de una construcción horizontal con cinco plantas (planta principal, tres alturas y semisótano) con una superficie de unos 19.250 metros cuadrados. Cuenta con alrededor de 190 camas, 25 salas de consulta, cinco quirófanos, hospital de día geriátrico, gimnasio de rehabilitación y múltiples Unidades de Gestión Clínica, con una plantilla de unos 340 trabajadores. En el año 2022 se cumplen 75 años desde su inauguración y la Consejería de Salud del Principiado de Asturias está planeando una nueva reforma integral del centro.

## Servicios y Especialidades
| - Alergología - Análisis Clínicos - Anestesiología y Reanimación - Cirugía Plástica y Reparadora - Cirugía General y del Aparato Digestivo - Dermatología Médicoquirurgica | - Farmacia Hospitalaria - Foniatría - Geriatría - Hematología - Higiene bucodental - Logopedia | - Medicina Interna - Obstetricia y Ginecología - Oftalmología - Radiodiagnóstico - Rehabilitación - Trabajo Social - Traumatología y Cirugía Ortopédica |

## Docencia y Formación
El Servicio de Geriatría está asociado a la Facultad de Medicina de la Universidad de Oviedo.
El Hospital Monte Naranco forma parte del sistema de Formación Sanitaria Especializada del Ministerio de Sanidad. Ofrece anualmente plazas de formación para Médicos Internos Residentes (MIR) y para Enfermeros Internos Residentes (EIR) de la especialidad de Geriatría.
El hospital cuenta con una biblioteca y un salón de actos.

## Investigación
- El Hospital Monte Naranco, junto con la Universidad de Oviedo y el Servicio Regional de Investigación y Desarrollo Alimentario (SERIDA), constituye el Grupo de Respuesta Celular al Estrés Oxidativo (cROS).[9] El grupo ha realizado varias publicaciones y consta de tres líneas de investigación distintas:

1. Envejecimiento.
2. Autofagia y muerte celular programada.
3. Tenderización y bienestar animal.

- Participación en el proyecto FRAILCLINIC (2014-2018) para implementar un programa de intervención geriátrica multidisciplinar en los ancianos frágiles en medios clínicos hospitalarios.[10]
- Creación de un grupo de investigación asociado al Centro de Investigación Biomédica en Red (CIBERFES) en 2018 para reforzar las líneas de estudio de la obesidad y sus efectos sobre el músculo, el hígado y el cerebro; el estudio del daño sarcopénico en ancianos; y los efectos de la cirugía de cadera en estado oxidativo e inflamatorio en las personas mayores de 70 años.[11][12]

## Pandemia de coronavirus
Durante la pandemia de COVID-19 el Hospital Monte Naranco ingresó pacientes geriátricos desde las primeras semanas del brote en la región.
En febrero de 2021 el centro hospitalario es pionero en la región abriendo el primer sistema de vacunación frente al coronavirus sin necesidad de salir del propio vehículo (Autovac), extendiéndose posteriormente a otras áreas sanitarias del SESPA. Este sistema permite una gran rapidez de vacunación, minimizando los riesgos de contagio tanto de pacientes como de sanitarios.

## Cómo llegar
El hospital dispone de un amplio parking gratuito, también tiene una parada de taxis, varias plazas para minusválidos y una parada de autobús público en frente de la entrada principal, la línea circular F del TUA (Transportes Unidos de Asturias).
|                                                    |
| Maqueta del HMN situada en la entrada del hospital |

|                                                  |
| Escaleras principales del Hospital Monte Naranco |

|                                   |
| Réplica de la Virgen de Covadonga |

|                                  |
| Antiguo depósito de agua del HMN |

|                       |
| Cara sur del Hospital |

|                                 |
| Zona arbolada alrededor del HMN |

|                                   |
| Auto Covid Hospital Monte Naranco |